# ایپسهایم
ایپسهایم (به آلمانی: Ippesheim) یک شهر در آلمان است که در نوی‌شتات واقع شده‌است. ایپسهایم ۱٬۱۲۹ نفر جمعیت دارد.